# The Montecito Picture Company
The Montecito Picture Company este o companie americană de producție de film fondată în 1998 de Ivan Reitman și Tom Pollock. Are sediul în Culver City, California.

## Istorie
Predecesorul companiei a fost un studio de producție de divertisment, Northern Lights Entertainment, deținut de Reitman. A început inițial ca o înțelegere cu PolyGram. În cele din urmă, înțelegerea a căzut după ce Universal Pictures a preluat activele PolyGram și a semnat în schimb un contract la prima vedere cu DreamWorks.

## Filmografie
| An   | Titlu                                   | Regizor            | Co-produs de                                                                       | Distribuit de                                    |
| ---- | --------------------------------------- | ------------------ | ---------------------------------------------------------------------------------- | ------------------------------------------------ |
| 2000 | Road Trip                               | Todd Phillips      |                                                                                    | DreamWorks Pictures                              |
| 2001 | Evolution                               | Ivan Reitman       |                                                                                    | DreamWorks Pictures Columbia Pictures            |
| 2002 | Killing Me Softly                       | Chen Kaige         |                                                                                    | Metro-Goldwyn-Mayer Pictures (straight-to-video) |
| 2003 | Old School                              | Todd Phillips      |                                                                                    | DreamWorks Pictures                              |
| 2004 | EuroTrip                                | Jeff Schaffer      |                                                                                    | DreamWorks Pictures                              |
| 2006 | Trailer Park Boys: The Movie            | Mike Clattenburg   | Trailer Park Productions                                                           | Alliance Atlantis Screen Media Films             |
| 2007 | Disturbia                               | D. J. Caruso       | Cold Spring Pictures                                                               | DreamWorks Pictures                              |
| 2009 | Hotel for Dogs                          | Thor Freudenthal   | Nickelodeon Movies/Cold Spring Pictures/The Donners Company                        | DreamWorks Pictures                              |
| 2009 | The Uninvited                           | The Guard Brothers | Cold Spring Pictures/Vertigo Entertainment                                         | DreamWorks Pictures                              |
| 2009 | I Love You, Man                         | John Hamburg       | De Line Pictures                                                                   | DreamWorks Pictures                              |
| 2009 | Post Grad                               | Vicky Jenson       | Fox Atomic/Cold Spring Pictures                                                    | 20th Century Fox                                 |
| 2009 | Up in the Air                           | Jason Reitman      | Cold Spring Pictures                                                               | Paramount Pictures                               |
| 2009 | Chloe                                   | Atom Egoyan        |                                                                                    | Sony Pictures Classics StudioCanal               |
| 2011 | Fără obligații                          | Ivan Reitman       | Cold Spring Pictures/Spyglass Entertainment                                        | Paramount Pictures                               |
| 2012 | Hitchcock                               | Sacha Gervasi      | Cold Spring Pictures                                                               | Fox Searchlight Pictures                         |
| 2014 | Draft Day                               | Ivan Reitman       | OddLot Entertainment                                                               | Summit Entertainment                             |
| 2016 | Vânătorii de fantome                    | Paul Feig          | Village Roadshow Pictures/LStar Capital/Pascal Pictures/Feigco Entertainment       | Columbia Pictures                                |
| 2017 | Baywatch                                | Seth Gordon        | Uncharted/Contrafilm/Vinson Pictures/Flynn Picture Company/Seven Bucks Productions | Paramount Pictures                               |
| 2017 | Father Figures                          | Lawrence Sher      | Alcon Entertainment                                                                | Warner Bros. Pictures                            |
| 2020 | A Babysitter's Guide to Monster Hunting | Rachel Talalay     | Walden Media                                                                       | Netflix                                          |
| 2020 | Godmothered                             | Sharon Maguire     | Walt Disney Pictures                                                               | Disney+                                          |
| 2021 | Vânătorii de fantome: Moștenirea        | Jason Reitman      | Ghost Corps/Bron Creative                                                          | Columbia Pictures                                |
| TBA  | Film fără nume                          | Lulu Wang          | Atlas Entertainment                                                                | Universal Pictures                               |